# 帕拉代斯希爾 (內華達州)
帕拉代斯希爾（英語：Paradise Hill）是位於美國內華達州洪堡縣的非建制地區。

## 地理
帕拉代斯希爾所處的海拔為高於海平面1369米（即4492英呎），而該地所採用的時區為UTC-8，即太平洋时区（PST）。同時該地設有夏令時間，為UTC-8調快一小時，即UTC-7（PDT）。